# Rodica
Rodica  è un nome proprio di persona romeno femminile.

## Origine e diffusione

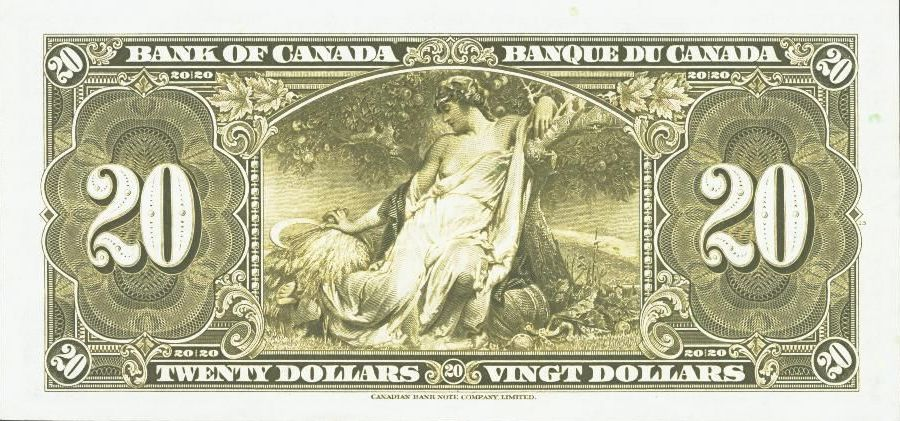
Allegoria della fertilità su una banconota da 20 dollari canadesi del 1937

Si basa sulla radice slava rod, che vuol dire "fertile"; ha quindi lo stesso significato del nome Dáire.

## Onomastico
L'onomastico si festeggia il 1º novembre, giorno di Ognissanti, in quanto il nome non è portato da alcuna santa ed è quindi adespota.

## Persone
- Rodica Arba, canottiera rumena
- Rodica Armion, cestista rumena
- Rodica Dunca, ginnasta rumena
- Rodica Mateescu, triplista rumena
- Rodica Șerban, canottiera rumena